# Semifascismo
O Semifascismo, também chamado de Parafascismo, refere-se a movimentos e regimes conservadores autoritários que adotam características associadas ao fascismo, como cultos à personalidade, organizações paramilitares, símbolos e retórica, mas diverge de princípios fascistas convencionais, como o ultranacionalismo palingenético, o modernismo e o populismo.   Muitas vezes surge em resposta à necessidade de uma fachada de apoio popular numa era de política de massas, sem um compromisso genuíno com o nacionalismo revolucionário, concentrando-se antes na manutenção da tradição, da religião e da cultura. Os regimes parafascistas podem cooptar ou neutralizar movimentos fascistas genuínos.  Exemplos de parafascismo incluem os regimes e movimentos do Austrofascismo na Áustria,  Metaxismo na Grécia,  o Estado Novo de Portugal de Salazar,  e o Franquismo na Espanha.

## Áustria
A Frente Patriótica foi uma organização política conservadora, nacionalista e corporativista de direita austríaca fundada em 1933 pelo chanceler Engelbert Dollfuss. O seu objetivo era unir os austríacos apesar das divisões políticas e sociais,  enfatizando o nacionalismo austríaco e a independência da Alemanha, ao mesmo tempo que protegia a identidade religiosa católica. A Frente absorveu vários grupos antimarxistas, estabelecendo um regime autoritário e corporativista conhecido como Ständestaat.   Proibiu e perseguiu oponentes políticos, incluindo comunistas, social-democratas e nazistas austríacos.  Dollfuss foi assassinado pelos nazistas em 1934 e foi sucedido por Kurt Schuschnigg. O papel da Frente Pátria na história austríaca continua a ser um tema de debate, com alguns vendo-a como uma forma de "austrofascismo" responsável pelo declínio da democracia liberal, enquanto outros a creditam por defender a independência e se opor ao nazismo. 

## Grécia
O metaxismo é uma ideologia nacionalista autoritária ligada a Ioánnis Metaxás na Grécia.  Visava a revitalização da nação grega e o estabelecimento de uma Grécia moderna e culturalmente unificada. Esta ideologia criticava o liberalismo, dando prioridade aos interesses da nação sobre as preocupações individuais, e procurava mobilizar a população grega como um colectivo disciplinado na busca de uma "nova Grécia". 
Metaxás proclamou seu regime de 4 de agosto (1936-1941) como a personificação de uma "Terceira Civilização Grega", aspirando a criar uma nação grega culturalmente refinada, inspirada nas antigas sociedades militaristas macedônias e espartanas, representando também a "Primeira Civilização Grega". como os valores cristãos ortodoxos do Império Bizantino, visto como a "Segunda Civilização Grega". O regime sustentou que os gregos autênticos eram tanto etnicamente gregos como adeptos do cristianismo ortodoxo, excluindo explicitamente os albaneses, os eslavos e os turcos na Grécia da cidadania grega. 
Embora o governo Metaxás e as suas doutrinas oficiais sejam por vezes rotulados como fascistas, o consenso académico caracteriza-o como uma administração autoritária-conservadora tradicional semelhante aos regimes de Francisco Franco na Espanha ou de António de Oliveira Salazar em Portugal.   O governo Metaxista extraiu sua autoridade do establishment conservador, apoiando firmemente instituições tradicionais como a Igreja Ortodoxa Grega e a Monarquia Grega. Inclinava-se para uma postura reacionária e carecia dos elementos teóricos radicais associados a ideologias como o fascismo italiano e o nazismo alemão.   Notavelmente, o regime não defendia o antissemitismo, considerando-o "desagradável". 

## Portugal
A União Nacional foi o partido legal exclusivo do regime do Estado Novo de Portugal, estabelecido em 1930 sob a influência de António de Oliveira Salazar.
Ao contrário da maioria dos estados de partido único da sua época, funcionou mais como uma extensão política do governo do que como detentor de autoridade direta. Seus membros consistiam principalmente de elites locais, como proprietários de terras, profissionais liberais, empresários e indivíduos com afiliações católicas, monarquistas ou republicanas conservadoras. 
A União Nacional não se envolveu ativamente em atividades militantes. Sob a liderança de Salazar, tornou-se o único partido legalmente permitido, mas enfatizou que não deveria funcionar como um partido político convencional. Em vez disso, serviu mais como plataforma para o conservadorismo do que como força revolucionária. 
A ideologia do partido centrava-se no corporativismo, inspirando-se nas encíclicas católicas e no estado corporativo de Mussolini.  Ao contrário de outros partidos fascistas no poder, desempenhou um papel mais limitado na governação, centrado principalmente no controlo e gestão da opinião pública, em vez de na sua mobilização.
As opiniões académicas variam sobre se o Estado Novo e a União Nacional devem ser classificados como fascistas ou não, com o próprio Salazar a destacar diferenças significativas entre o fascismo e o corporativismo católico do Estado Novo. Alguns estudiosos tendem a categorizá-lo como um regime autoritário conservador, enquanto outros defendem a sua classificação como fascista. 

## Espanha
A Falange Española Tradicionalista y de las Juntas de Ofensiva Nacional Sindicalista, comumente conhecida como FET y de las JONS ou simplesmente "FET", era o partido político legal exclusivo do regime franquista na Espanha. Fundada pelo general Francisco Franco em 1937, foi uma fusão da fascista Falange Española de las JONS (FE de las JONS) com a monarquista neo-absolutista e integralista católica Comunión Tradicionalista associada ao movimento carlista. Apesar da fusão, a FET manteve em grande parte a plataforma da FE de las JONS, preservando 26 dos seus 27 pontos originais, bem como uma estrutura interna semelhante.  Este partido permaneceu em vigor até abril de 1977, após o qual foi rebatizado como Movimento Nacional em 1958, o que o levou a se transformar em um movimento conservador autoritário.   Alguns académicos consideraram que a FE de las JONS pré-fusão era fascista e que a fusão com a Comunión Tradicionalista fez com que perdesse as suas características fascistas e assim se tornasse parafascista. 